# Paul Bekker
Paul Bekker, född 11 september 1882 och död 7 mars 1937, var en tysk musikskriftställare.
Bekker var ursprungligen violinist, men blev 1909 musikkritiker i Berliner Allgemeine Zeitung och var 1911-22 anställd vid Frankfurter Zeitung. Bland Bekkers skrifter märks förutom monografier över Oskar Fried (1907) och Jacques Offenbach (1909) skriften Musikleben – Versuch einer soziologischen Musikbetrachtung (1916) samt verk om Franz Schrecker (1919), Gustaf Mahlers symfonier (1921), och Richard Wagner (Wagner, das Leben im Werke, 1924). Mest känd blev dock Bekker genom sin Beethovenbok (Beethoven, 1911, flera upplagor, svensk översättning i 2 band 1916), vari hans övervägande på psykologisk och etisk analys anlagda behandling söker uppvisa den poetiska idén som gestaltande princip i mästarens verk. Bekker var senare regissör vid operan i Wiesbaden.